# 羅西塔港

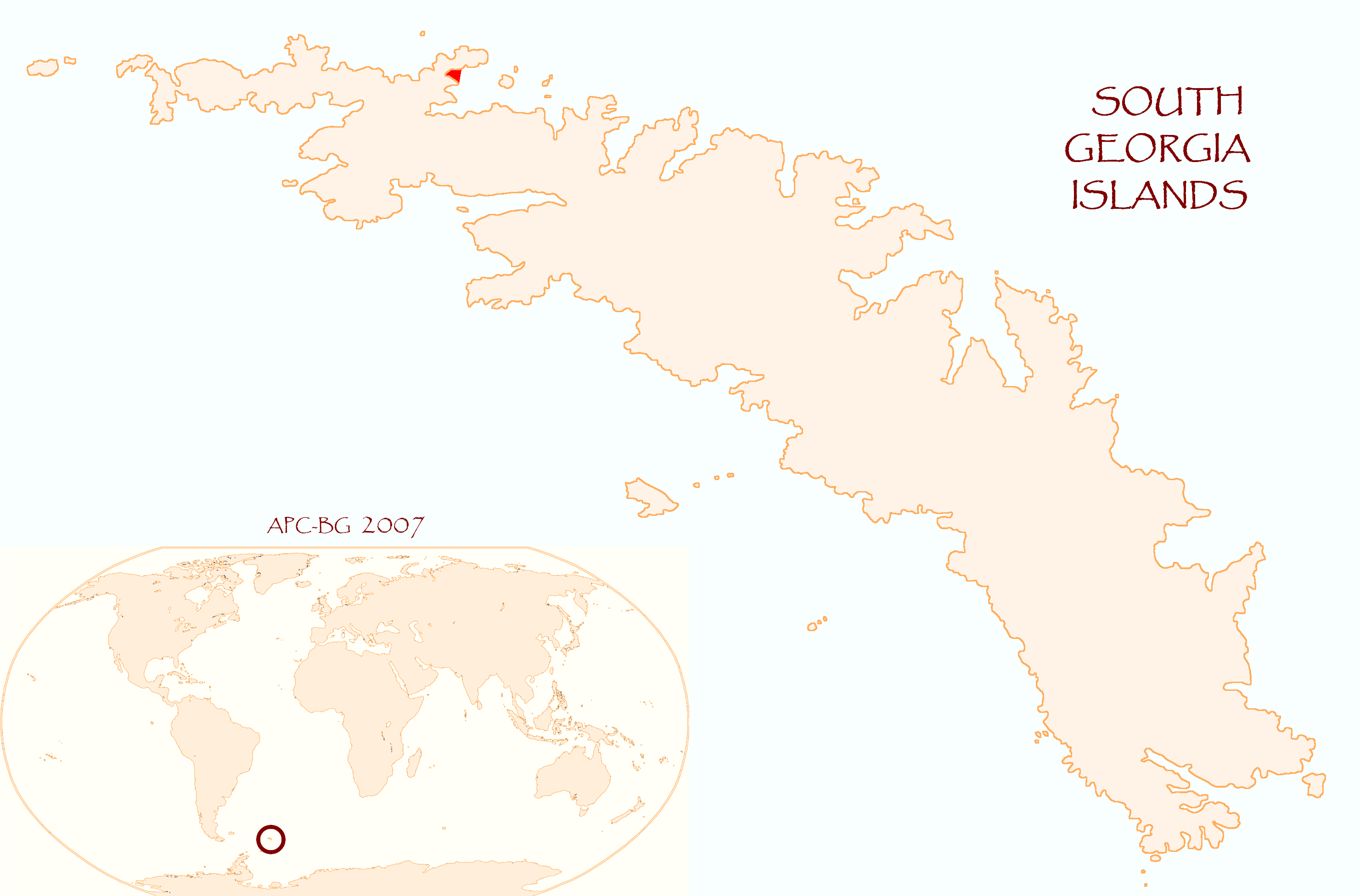
羅西塔港在南喬治亞島的位置

羅西塔港（英語：Rosita Harbour）是南極洲的海港，位於英國海外領土南喬治亞島，處於坎普灣以北1.6公里的島嶼灣西部，該海港以捕鯨船命名。